# Bertrand av Toulouse
Bertrand av Tripoli, född 10??, död 1112, var en monark (greve) av Tripolis från 1105 till 1112. 